# مرگ مارک دوگان
مارک دوگان، سیاهپوست ۲۹ ساله انگلیسی، در جریان عملیات پلیس انگلستان، در تاتنهام لندن (فری لین بریج در همسایگی ایستگاه مترو تاتنهام هال)، مورخ پنج شنبه ۱۳ مرداد ۱۳۹۰(۴ اوت ۲۰۱۱ م.)کشته شده‌است. وی پدر ۴ کودک می‌باشد. مرگ وی باعث شورش‌های ۲۰۱۱ انگلستان گشت.

## توقیف و تیر اندازی به دوگان
پلیس انگلستان در ساعت ۱۸:۱۵ روز پنج شنبه، یک تاکسی که دوگان در آن بوده، را متوقف می‌کند. در طی برنامه‌ای از پیش تعیین شده توقیف تاکسی صورت می‌گیرد و در جریان آن به دوگان شلیک می‌شود، دوگان در ساعت ۱۸:۴۱ در اثر برخورد گلوله‌ای به قفسه سینه‌اش، به قتل می‌رسد.
شلیک به مارک دوگان به کمیسیون مستقل دادخواهی پلیس منسوب شده‌است.
مارک دوگان عضو یک دار و دسته موادفروش وابسته به تشکیلات جامائیکایی خرید و فروش مواد مخدر موسوم به یاردایز بود. او پس از اینکه یکی از اقوامش با بطری شکسته مورد تهاجم قرار گرفت همواره یک اسلحه همراه خود داشته‌است. پدر مارک دوگان فروشنده کراک کوکائین بود.
کمیسیون مستقل دادخواهی پلیس لندن (آی‌پی‌سی‌سی) می‌گوید وقتی یک شخص توسط عملیات پلیسی کشته می‌شود، امری طبیعی و عادی شمرده می‌شود. هنوز کاملاً" مشخص نشده‌است که چرا پلیس لندن قصد بازداشت مارک دوگان را داشته‌است اما آی‌پی‌سی‌سی اعلان کرده است که طرح بازداشت دوگان جزئی از برنامه عملیات نیزه سه‌شاخ (پلیس بریتانیا) بوده‌است. واحد عملیات نیزه سه‌شاخ، مجموعه‌ای از گروه‌های پلیسی در انگلستان هستند که مسئولیت‌شان مبارزه با جرائم و بزه‌کاری‌های مربوط به اسلحه در تجارت‌های مربوط به مواد مخدر می‌باشد.
آی‌پی‌سی‌سی اظهار کرده‌است که مارک دوگان هنگام مرگ حامل یک قبضه تفنگ دستی پر بوده‌است.   پلیس انگلستان ادعا می‌کند که وی به طرف نیروهای پلیس تیر اندازی کرده‌است، در حالی که تحقیقات عکس این را گزارش می‌کنند و دوستان او٬ دوگان را درحالت غیرمسلح دانسته‌اند.

## بعد از حادثه
در ساعت ۱۷:۳۰ در ۶ اوت ۲۰۱۱، خانواده دوگان و ساکنان محلی از براود واتر به سمت ایستگاه محلی پلیس تاتنهام تظاهراتی انجام دادند، این افراد، از پلیس درباره چگونگی قتل دوگان توضیح می‌خواستند. سربازرسی به آن‌ها توضیحاتی داد، اما این افراد می‌خواستند از فرد با درجه بالاتری از وی توضیح بخواهند. در ساعت ۲۰:۲۰، تعدادی از افراد راهپیمایی کننده، به سمت دو خودرو پلیس حمله کردند و پس از آن شلیک گلوله به سمت تظاهر کنندگان انجام شد. آشوب‌ها سریعاً به دیگر نقاط لندن و انگلستان، هم کشیده شد. 

## تصاویر
تصویر مارک دوگان«Mark Duggan». وب‌گاه The voice. ۱۰ اوت ۲۰۱۱. بایگانی‌شده از اصلی در ۲۳ دسامبر ۲۰۱۱. دریافت‌شده در ۱۰ اوت ۲۰۱۱.